# Agaamtandwormhagedis
De agaamtandwormhagedis (Agamodon anguliceps) is een wormhagedis uit de familie puntstaartwormhagedissen (Trogonophidae).

## Naam en indeling
De wetenschappelijke naam van de soort werd voor het eerst voorgesteld door Wilhelm Peters in 1882.

### Ondersoorten
De soort wordt verdeeld in twee ondersoorten die onderstaand zijn weergegeven, met de auteur en het verspreidingsgebied.
| Naam                            | Auteur          | Verspreidingsgebied |
| ------------------------------- | --------------- | ------------------- |
| Agamodon anguliceps anguliceps  | Peters, 1882    | Somalië             |
| Agamodon anguliceps immaculatus | Calabresi, 1927 | Centraal Somalië    |

## Uiterlijke kenmerken
De agaamtandwormhagedis bereikt een lichaamslengte van ongeveer elf centimeter, de hagedis heeft een zeer korte staart van ongeveer één centimeter. De wormhagedis is makkelijk te herkennen omdat het dier eruitziet als een dikke worst met een wigvormige kop; de schedel is afgeplat om beter te kunnen graven. Het dier heeft namelijk geen poten. De buik is witgelig van kleur en de rug vaak oranjebruin met een dicht patroon van zwarte vlekken; op het midden van de rug zijn deze het grootst. De staartpunt is erg stomp en dun, de kop heeft geen zichtbare ogen. Deze soort heeft slechts een enkele tand, die als eitand dienstdoet, en verder geen echte functie vervult.

## Levenswijze
De wormhagedis komt alleen 's nachts boven de grond, overdag bevindt de hagedis zich in zijn ondergrondse tunnel. Op het menu staan voornamelijk wormen en insecten zoals mieren, uit waarnemingen in gevangenschap is bekend dat ook kleine gewervelde dieren worden gegeten. Over de voortplanting is vrijwel niets bekend, de vrouwtjes zetten hun eieren af in de bodem.

## Verspreiding en habitat
Deze kleine en kwetsbare wormhagedis komt alleen voor in Afrika, het zuidoosten van Ethiopië en in Somalië. De habitat bestaat uit zanderige streken waar hij makkelijk holen kan graven. Door de van harde richels voorziene kop kan het dier zelfs in kleigrond graven.